# Palmarés da Bora-Hansgrohe
A equipa de ciclismo alemão Bora-Hansgrohe tem conseguido ao longo de sua história as seguintes vitórias:

## Team NetApp

### 2010

#### Circuitos Continentais da UCI
| Datas          | Circuito                     | Corridas                        | Vencedor            |
| 24 de março    | UCI Europe Tour de 2009-2010 | 3.ª etapa do Volta à Normandia  | Daniel Schorn       |
| 29 de julho    | UCI Europe Tour de 2009-2010 | 2.ª etapa do Tour de Alsacia    | Alexander Meenhorst |
| 2 de setembro  | UCI Europe Tour de 2009-2010 | 2.ª etapa do Tour da Eslováquia | Daniel Schorn       |
| 6 de setembro  | UCI Europe Tour de 2009-2010 | 6.ª etapa do Tour da Eslováquia | Daniel Schorn       |
| 25 de setembro | UCI Europe Tour de 2009-2010 | Praga-Karlovy Vary-Praga        | Andreas Schillinger |

### 2011
A equipa não conseguiu nenhuma vitória.

### 2012

#### Circuitos Continentais da UCI
| Datas          | Circuito                     | Corridas                                                       | Vencedor         |
| 21 de março    | UCI Europe Tour de 2011-2012 | 2.ªb etapa da Settimana Coppi e Bartali (CRE)                  | Team NetApp      |
| 24 de março    | UCI Europe Tour de 2011-2012 | 5.ª etapa da Settimana Coppi e Bartali                         | Jan Bárta        |
| 24 de março    | UCI Europe Tour de 2011-2012 | Settimana Coppi e Bartali                                      | Jan Bárta        |
| 9 de abril     | UCI Europe Tour de 2011-2012 | Volta a Colónia                                                | Jan Bárta        |
| 20 de maio     | UCI Europe Tour de 2011-2012 | Neuseen Classics                                               | André Schulze    |
| 4 de julho     | UCI Europe Tour de 2011-2012 | 2.ª etapa da Corrida da Solidariedade e dos Campeões Olímpicos | André Schulze    |
| 5 de julho     | UCI Europe Tour de 2011-2012 | 3.ª etapa da Corrida da Solidariedade e dos Campeões Olímpicos | André Schulze    |
| 7 de julho     | UCI Europe Tour de 2011-2012 | 5.ª etapa da Corrida da Solidariedade e dos Campeões Olímpicos | Bartosz Huzarski |
| 21 de agosto   | UCI Europe Tour de 2011-2012 | Grande Prêmio da Villa de Zottegem                             | Matthias Brändle |
| 14 de setembro | UCI Europe Tour de 2011-2012 | 6.ª etapa da Volta à Grã-Bretanha                              | Leopold König    |

#### Campeonatos nacionais
| Datas       | Corridas                                           | Vencedor  |
| 21 de junho | Campeonato da República Checa Contrarrelógio (CRI) | Jan Bárta |

## Team NetApp-Endura

### 2013

#### UCI WorldTour
| Datas        | Corridas                     | Vencedor      |
| 31 de agosto | 8.ª etapa da Volta a Espanha | Leopold König |

#### Circuitos Continentais da UCI
| Datas        | Circuito                      | Corridas                                        | Vencedor             |
| 9 de março   | UCI Europe Tour de 2012-2013  | Tour de Drenthe                                 | Alexander Wetterhall |
| 4 de maio    | UCI Europe Tour de 2012-2013  | 2.ª etapa do Szlakiem Grodów Piastowskich (CRI) | Jan Bárta            |
| 5 de maio    | UCI Europe Tour de 2012-2013  | Szlakiem Grodów Piastowskich                    | Jan Bárta            |
| 18 de maio   | UCI America Tour de 2012-2013 | 7.ª etapa do Volta à Califórnia                 | Leopold König        |
| 13 de julho  | UCI Europe Tour de 2012-2013  | 3.ª etapa do Tour da República Checa            | Leopold König        |
| 14 de julho  | UCI Europe Tour de 2012-2013  | Tour da República Checa                         | Leopold König        |
| 20 de agosto | UCI Europe Tour de 2012-2013  | Grande Prêmio da Villa de Zottegem              | Blaž Jarc            |

#### Campeonatos nacionais
| Datas       | Corridas                                           | Vencedor  |
| 21 de junho | Campeonato da República Checa Contrarrelógio (CRI) | Jan Bárta |
| 23 de junho | Campeonato da República Checa em Estrada           | Jan Bárta |

### 2014

#### Circuitos Continentais da UCI
| Datas       | Circuito                     | Corridas                     | Vencedor      |
| 2 de março  | UCI Europe Tour de 2013-2014 | Clássica de Almeria          | Sam Bennett   |
| 21 de abril | UCI Europe Tour de 2013-2014 | Volta a Colónia              | Sam Bennett   |
| 1 de junho  | UCI Europe Tour de 2013-2014 | 5.ª etapa da Volta à Baviera | Sam Bennett   |
| 22 de junho | UCI Europe Tour de 2013-2014 | Volta a Eslovénia            | Tiago Machado |

#### Campeonatos nacionais
| Datas       | Corridas                                           | Vencedor  |
| 26 de junho | Campeonato da República Checa Contrarrelógio (CRI) | Jan Bárta |

## Bora-Argon 18

### 2015

#### Circuitos Continentais da UCI
| Datas           | Circuito                | Corridas                            | Vencedor      |
| 13 de fevereiro | UCI Asia Tour de 2015   | 6.ª etapa do Tour de Catar          | Sam Bennett   |
| 21 de abril     | UCI Europe Tour de 2015 | 1.ª etapa do Giro do Trentino (CRE) | Bora-Argon 18 |
| 13 de maio      | UCI Europe Tour de 2015 | 1.ª etapa da Volta à Baviera        | Sam Bennett   |
| 15 de maio      | UCI Europe Tour de 2015 | 3.ª etapa da Volta à Baviera        | Sam Bennett   |
| 14 de agosto    | UCI Europe Tour de 2015 | 2.ª etapa da Arctic Race da Noruega | Sam Bennett   |
| 8 de outubro    | UCI Europe Tour de 2015 | Paris-Bourges                       | Sam Bennett   |

#### Campeonatos nacionais
| Datas       | Corridas                                           | Vencedor         |
| 26 de junho | Campeonato da República Checa Contrarrelógio (CRI) | Jan Bárta        |
| 28 de junho | Campeonato da Alemanha em Estrada                  | Emanuel Buchmann |

### 2016

#### Circuitos Continentais da UCI
| Datas          | Circuito                | Corridas                             | Vencedor            |
| 26 de março    | UCI Europe Tour de 2016 | 1.ª etapa do Critérium Internacional | Sam Bennett         |
| 4 de maio      | UCI Europe Tour de 2016 | 1.ª etapa do Tour do Azerbaijão      | Phil Bauhaus        |
| 8 de maio      | UCI Europe Tour de 2016 | 5.ª etapa do Tour do Azerbaijão      | Michael Schwarzmann |
| 17 de junho    | UCI Europe Tour de 2016 | 2.ª etapa do Oberösterreichrundfahrt | Phil Bauhaus        |
| 19 de junho    | UCI Europe Tour de 2016 | 4.ª etapa do Oberösterreichrundfahrt | Lukas Pöstlberger   |
| 31 de julho    | UCI Europe Tour de 2016 | 5.ª etapa da Volta à Dinamarca       | Phil Bauhaus        |
| 31 de julho    | UCI Europe Tour de 2016 | Rad am Ring                          | Paul Voss           |
| 21 de setembro | UCI Europe Tour de 2016 | 2.ª etapa do Giro de Toscana         | Sam Bennett         |
| 6 de outubro   | UCI Europe Tour de 2016 | Paris-Bourges                        | Sam Bennett         |

#### Campeonatos nacionais
| Datas       | Corridas                          | Vencedor    |
| 26 de junho | Campeonato de Portugal em Estrada | José Mendes |

## Bora-Hansgrohe

### 2017

#### UCI WorldTour
| Datas         | Corridas                           | Vencedor          |
| 7 de março    | 3.ª etapa da Paris-Nice            | Sam Bennett       |
| 10 de março   | 3.ª etapa da Tirreno-Adriático     | Peter Sagan       |
| 12 de março   | 5.ª etapa da Tirreno-Adriático     | Peter Sagan       |
| 5 de maio     | 1.ª etapa do Giro d'Italia         | Lukas Pöstlberger |
| 15 de maio    | 2.ª etapa do Volta à Califórnia    | Rafał Majka       |
| 16 de maio    | 3.ª etapa do Volta à Califórnia    | Peter Sagan       |
| 14 de junho   | 5.ª etapa da Volta à Suíça         | Peter Sagan       |
| 17 de junho   | 8.ª etapa da Volta à Suíça         | Peter Sagan       |
| 3 de julho    | 3.ª etapa do Tour de France        | Peter Sagan       |
| 22 de julho   | 20.ª etapa do Tour de France (CRI) | Maciej Bodnar     |
| 29 de julho   | 1.ª etapa do Volta à Polónia       | Peter Sagan       |
| 7 de agosto   | 1.ª etapa do BinckBank Tour        | Peter Sagan       |
| 9 de agosto   | 3.ª etapa do BinckBank Tour        | Peter Sagan       |
| 2 de setembro | 14.ª etapa da Volta a Espanha      | Rafał Majka       |
| 8 de setembro | Grande Prêmio de Quebec            | Peter Sagan       |
| 10 de outubro | 1.ª etapa do Volta à Turquia       | Sam Bennett       |
| 11 de outubro | 2.ª etapa do Volta à Turquia       | Sam Bennett       |
| 12 de outubro | 3.ª etapa do Volta à Turquia       | Sam Bennett       |
| 14 de outubro | 5.ª etapa do Volta à Turquia       | Sam Bennett       |

#### Circuitos Continentais da UCI
| Datas           | Circuito                | Corridas                             | Vencedor          |
| 26 de fevereiro | UCI Europe Tour de 2017 | Kuurne-Bruxelas-Kuurne               | Peter Sagan       |
| 11 de junho     | UCI Europe Tour de 2017 | Volta a Colónia                      | Gregor Mühlberger |
| 15 de junho     | UCI Europe Tour de 2017 | 1.ª etapa do Volta à Eslovénia       | Sam Bennett       |
| 17 de junho     | UCI Europe Tour de 2017 | 3.ª etapa do Volta à Eslovénia       | Rafał Majka       |
| 18 de junho     | UCI Europe Tour de 2017 | 4.ª etapa do Volta à Eslovénia       | Sam Bennett       |
| 18 de junho     | UCI Europe Tour de 2017 | Volta à Eslovénia                    | Rafał Majka       |
| 11 de agosto    | UCI Europe Tour de 2017 | 2.ª etapa do Tour da República Checa | Sam Bennett       |
| 13 de agosto    | UCI Europe Tour de 2017 | 4.ª etapa do Tour da República Checa | Sam Bennett       |
| 3 de outubro    | UCI Europe Tour de 2017 | Giro de Münsterland                  | Sam Bennett       |

#### Campeonatos nacionais
| Datas       | Corridas                                           | Vencedor            |
| 21 de junho | Campeonato da Letónia Contrarrelógio (CRI)         | Aleksejs Saramotins |
| 23 de junho | Campeonato da República Checa Contrarrelógio (CRI) | Jan Bárta           |
| 25 de junho | Campeonato da Eslováquia em Estrada                | Juraj Sagan         |
| 25 de junho | Campeonato da Áustria em Estrada                   | Gregor Mühlberger   |
| 25 de junho | Campeonato da Alemanha em Estrada                  | Marcus Burghardt    |

#### Campeonato Mundial
| Datas          | Corridas                      | Vencedor    |
| 24 de setembro | Campeonato Mundial em Estrada | Peter Sagan |

### 2018

#### UCI WorldTour
| Datas         | Corridas                          | Vencedor          |
| 19 de janeiro | 4.ª etapa do Tour Down Under      | Peter Sagan       |
| 28 de janeiro | Cadel Evans Great Ocean Road Race | Jay McCarthy      |
| 25 de março   | Gante-Wevelgem                    | Peter Sagan       |
| 4 de abril    | 3.ª etapa da Volta ao País Basco  | Jay McCarthy      |
| 8 de abril    | Paris-Roubaix                     | Peter Sagan       |
| 29 de abril   | 5.ª etapa do Volta à Romandia     | Pascal Ackermann  |
| 11 de maio    | 7.ª etapa do Giro d'Italia        | Sam Bennett       |
| 17 de maio    | 12.ª etapa do Giro d'Italia       | Sam Bennett       |
| 27 de maio    | 21.ª etapa do Giro d'Italia       | Sam Bennett       |
| 5 de junho    | 2.ª etapa do Critério do Dauphiné | Pascal Ackermann  |
| 10 de junho   | 2.ª etapa da Volta à Suíça        | Peter Sagan       |
| 8 de julho    | 2.ª etapa do Tour de France       | Peter Sagan       |
| 11 de julho   | 5.ª etapa do Tour de France       | Peter Sagan       |
| 20 de julho   | 13.ª etapa do Tour de France      | Peter Sagan       |
| 29 de julho   | RideLondon-Surrey Classic         | Pascal Ackermann  |
| 4 de agosto   | 1.ª etapa do Volta à Polónia      | Pascal Ackermann  |
| 5 de agosto   | 2.ª etapa do Volta à Polónia      | Pascal Ackermann  |
| 18 de agosto  | 6.ª etapa do BinckBank Tour       | Gregor Mühlberger |
| 10 de outubro | 2.ª etapa do Volta à Turquia      | Sam Bennett       |
| 11 de outubro | 3.ª etapa do Volta à Turquia      | Sam Bennett       |
| 14 de outubro | 6.ª etapa do Volta à Turquia      | Sam Bennett       |
| 17 de outubro | 2.ª etapa do Tour de Guangxi      | Pascal Ackermann  |

#### Circuitos Continentais da UCI
| Datas          | Circuito                | Corridas                                   | Vencedor         |
| 10 de junho    | UCI Europe Tour de 2018 | Volta a Colónia                            | Sam Bennett      |
| 26 de julho    | UCI Europe Tour de 2018 | Grande Prêmio Pino Cerami                  | Peter Kennaugh   |
| 9 de agosto    | UCI Europe Tour de 2018 | 1.ª etapa do Tour da República Checa (CRE) | Bora-Hansgrohe   |
| 1 de setembro  | UCI Europe Tour de 2018 | Brussels Cycling Classic                   | Pascal Ackermann |
| 2 de setembro  | UCI Europe Tour de 2018 | Grande Prêmio de Fourmies                  | Pascal Ackermann |
| 14 de setembro | UCI Europe Tour de 2018 | 2.ª etapa do Tour da Eslováquia            | Rüdiger Selig    |
| 15 de setembro | UCI Europe Tour de 2018 | 3.ª etapa do Tour da Eslováquia            | Matteo Pelucchi  |

#### Campeonatos nacionais
| Datas       | Corridas                                   | Vencedor          |
| 22 de junho | Campeonato da Polónia Contrarrelógio (CRI) | Maciej Bodnar     |
| 24 de junho | Campeonato da Eslováquia em Estrada        | Peter Sagan       |
| 1 de julho  | Campeonato da Alemanha em Estrada          | Pascal Ackermann  |
| 1 de julho  | Campeonato da Áustria em Estrada           | Lukas Pöstlberger |

### 2019

#### UCI WorldTour
| Datas         | Corridas                               | Vencedor              |
| 17 de janeiro | 3.ª etapa do Tour Down Under           | Peter Sagan           |
| 2 de março    | 7.ª etapa do UAE Tour                  | Sam Bennett           |
| 12 de março   | 3.ª etapa da Paris-Nice                | Sam Bennett           |
| 15 de março   | 6.ª etapa da Paris-Nice                | Sam Bennett           |
| 29 de março   | 5.ª etapa da Volta à Catalunha         | Maximilian Schachmann |
| 31 de março   | 7.ª etapa da Volta à Catalunha         | Davide Formolo        |
| 8 de abril    | 1.ª etapa da Volta ao País Basco (CRI) | Maximilian Schachmann |
| 10 de abril   | 3.ª etapa da Volta ao País Basco       | Maximilian Schachmann |
| 11 de abril   | 4.ª etapa da Volta ao País Basco       | Maximilian Schachmann |
| 12 de abril   | 5.ª etapa da Volta ao País Basco       | Emanuel Buchmann      |
| 16 de abril   | 1.ª etapa do Volta à Turquia           | Sam Bennett           |
| 17 de abril   | 2.ª etapa do Volta à Turquia           | Sam Bennett           |
| 20 de abril   | 5.ª etapa do Volta à Turquia           | Felix Großschartner   |
| 21 de abril   | Volta à Turquia                        | Felix Großschartner   |
| 1 de maio     | Grande Prêmio de Frankfurt             | Pascal Ackermann      |
| 12 de maio    | 2.ª etapa do Giro d'Italia             | Pascal Ackermann      |
| 12 de maio    | 1.ª etapa do Volta à Califórnia        | Peter Sagan           |
| 15 de maio    | 5.ª etapa do Giro d'Italia             | Pascal Ackermann      |
| 23 de maio    | 12.ª etapa do Giro d'Italia            | Cessar Benedetti      |
| 11 de junho   | 3.ª etapa do Critério do Dauphiné      | Sam Bennett           |
| 17 de junho   | 3.ª etapa da Volta à Suíça             | Peter Sagan           |
| 10 de julho   | 5.ª etapa do Tour de France            | Peter Sagan           |
| 3 de agosto   | 1.ª etapa do Volta à Polónia           | Pascal Ackermann      |
| 5 de agosto   | 3.ª etapa do Volta à Polónia           | Pascal Ackermann      |
| 12 de agosto  | 1.ª etapa do BinckBank Tour            | Sam Bennett           |
| 13 de agosto  | 2.ª etapa do BinckBank Tour            | Sam Bennett           |
| 14 de agosto  | 3.ª etapa do BinckBank Tour            | Sam Bennett           |
| 26 de agosto  | 3.ª etapa da Volta a Espanha           | Sam Bennett           |
| 7 de setembro | 14.ª etapa da Volta a Espanha          | Sam Bennett           |
| 19 de outubro | 3.ª etapa do Tour de Guangxi           | Pascal Ackermann      |
| 22 de outubro | 6.ª etapa do Tour de Guangxi           | Pascal Ackermann      |

#### Circuitos Continentais da UCI
| Datas           | Circuito                 | Corridas                               | Vencedor              |
| 1 de fevereiro  | UCI Europe Tour de 2019  | Troféu Andrach-Lloseta                 | Emanuel Buchmann      |
| 3 de fevereiro  | UCI America Tour de 2019 | 7.ª etapa da Volta a San Juan          | Sam Bennett           |
| 17 de fevereiro | UCI Europe Tour de 2019  | Clássica de Almeria                    | Pascal Ackermann      |
| 10 de março     | UCI Europe Tour de 2019  | GP Industria & Artigianato di Larciano | Maximilian Schachmann |
| 22 de março     | UCI Europe Tour de 2019  | Bredene Koksijde Classic               | Pascal Ackermann      |
| 19 de junho     | UCI Europe Tour de 2019  | 1.ª etapa do Volta à Eslovénia         | Pascal Ackermann      |
| 16 de agosto    | UCI Europe Tour de 2019  | 2.ª etapa do Tour da República Checa   | Shane Archbold        |
| 29 de agosto    | UCI Europe Tour de 2019  | 1.ª etapa da Volta à Alemanha          | Pascal Ackermann      |
| 8 de setembro   | UCI Europe Tour de 2019  | Grande Prêmio de Fourmies              | Pascal Ackermann      |
| 22 de setembro  | UCI Europe Tour de 2019  | Gooikse Pijl                           | Pascal Ackermann      |

#### Campeonatos nacionais
| Datas       | Corridas                                   | Vencedor              |
| 28 de junho | Campeonato da Polónia Contrarrelógio (CRI) | Maciej Bodnar         |
| 30 de junho | Campeonato da Áustria em Estrada           | Patrick Konrad        |
| 30 de junho | Campeonato da Irlanda em Estrada           | Sam Bennett           |
| 30 de junho | Campeonato da Alemanha em Estrada          | Maximilian Schachmann |
| 30 de junho | Campeonato da Itália em Estrada            | Davide Formolo        |
| 30 de junho | Campeonato da Eslováquia em Estrada        | Juraj Sagan           |

### 2020

#### UCI WorldTour
| Datas           | Corridas                          | Vencedor              |
| 23 de fevereiro | 1.ª etapa do UAE Tour             | Pascal Ackermann      |
| 8 de março      | 1.ª etapa da Paris-Nice           | Maximilian Schachmann |
| 14 de março     | Paris-Nice                        | Maximilian Schachmann |
| 15 de agosto    | 4.ª etapa do Critério do Dauphiné | Lennard Kämna         |
| 7 de setembro   | 1.ª etapa da Tirreno-Adriático    | Pascal Ackermann      |
| 8 de setembro   | 2.ª etapa da Tirreno-Adriático    | Pascal Ackermann      |
| 15 de setembro  | 16.ª etapa do Tour de France      | Lennard Kämna         |
| 13 de outubro   | 10.ª etapa do Giro d'Italia       | Peter Sagan           |
| 28 de outubro   | 9.ª etapa da Volta a Espanha      | Pascal Ackermann      |
| 8 de novembro   | 18.ª etapa da Volta a Espanha     | Pascal Ackermann      |

#### UCI ProSeries
| Datas           | Corridas                    | Vencedor            |
| 16 de fevereiro | Clássica de Almeria         | Pascal Ackermann    |
| 28 de julho     | 1.ª etapa da Volta a Burgos | Felix Großschartner |

#### Circuitos Continentais da UCI
| Datas          | Circuito                | Corridas                           | Vencedor          |
| 31 de janeiro  | UCI Europe Tour de 2020 | Troféu Serra de Tramuntana         | Emanuel Buchmann  |
| 24 de julho    | UCI Europe Tour de 2020 | 1.ª etapa do Tour de Sibiu         | Gregor Mühlberger |
| 25 de julho    | UCI Europe Tour de 2020 | 2.ª etapa do Tour de Sibiu         | Pascal Ackermann  |
| 26 de julho    | UCI Europe Tour de 2020 | 3.ª A etapa do Tour de Sibiu (CRI) | Gregor Mühlberger |
| 26 de julho    | UCI Europe Tour de 2020 | 3.ª B etapa do Tour de Sibiu       | Pascal Ackermann  |
| 26 de julho    | UCI Europe Tour de 2020 | Tour de Sibiu                      | Gregor Mühlberger |
| 16 de setembro | UCI Europe Tour de 2020 | 1.ª A etapa do Tour da Eslováquia  | Martin Laas       |
| 18 de setembro | UCI Europe Tour de 2020 | 3.ª etapa do Tour da Eslováquia    | Martin Laas       |

#### Campeonatos nacionais
| Datas        | Corridas                            | Vencedor    |
| 22 de agosto | Campeonato da Eslováquia em Estrada | Juraj Sagan |

### 2021

#### UCI WorldTour
| Datas       | Corridas                          | Vencedor              |
| 14 de março | Paris-Nice                        | Maximilian Schachmann |
| 26 de março | 5.ª etapa da Volta à Catalunha    | Lennard Kämna         |
| 27 de março | 6.ª etapa da Volta à Catalunha    | Peter Sagan           |
| 28 de abril | 1.ª etapa do Volta à Romandia     | Peter Sagan           |
| 17 de maio  | 10.ª etapa do Giro d'Italia       | Peter Sagan           |
| 31 de maio  | 2.ª etapa do Critério do Dauphiné | Lukas Pöstlberger     |
| 8 de julho  | 12.ª etapa do Tour de France      | Nils Politt           |
| 13 de julho | 16.ª etapa do Tour de France      | Patrick Konrad        |

#### UCI ProSeries
| Datas        | Corridas                            | Vencedor            |
| 23 de abril  | 5.ª etapa do Tour dos Alpes         | Felix Großschartner |
| 6 de agosto  | 2.ª etapa da Arctic Race da Noruega | Martin Laas         |
| 22 de agosto | 4.ª etapa do Tour da Noruega        | Matthew Walls       |
| 26 de agosto | 1.ª etapa da Volta à Alemanha       | Pascal Ackermann    |
| 28 de agosto | 3.ª etapa da Volta à Alemanha       | Nils Politt         |
| 29 de agosto | Volta à Alemanha                    | Nils Politt         |
| 7 de outubro | Giro do Piemonte                    | Matthew Walls       |

#### Circuitos Continentais da UCI
| Datas          | Circuito                | Corridas                              | Vencedor         |
| 13 de maio     | UCI Europe Tour de 2021 | 2.ª etapa do Volta à Hungria          | Jordi Meeus      |
| 29 de maio     | UCI Europe Tour de 2021 | 2.ª etapa do Tour da Estónia          | Martin Laas      |
| 4 de junho     | UCI Europe Tour de 2021 | G. P. Kanton Aargau                   | Ide Schelling    |
| 3 de julho     | UCI Europe Tour de 2021 | Prólogo do Tour de Sibiu (CRI)        | Pascal Ackermann |
| 4 de julho     | UCI Europe Tour de 2021 | 1.ª etapa do Tour de Sibiu            | Giovanni Aleotti |
| 6 de julho     | UCI Europe Tour de 2021 | 3.ª etapa do Tour de Sibiu            | Pascal Ackermann |
| 6 de julho     | UCI Europe Tour de 2021 | Tour de Sibiu                         | Giovanni Aleotti |
| 15 de julho    | UCI Europe Tour de 2021 | 2.ª etapa da Semana Ciclista Italiana | Pascal Ackermann |
| 16 de julho    | UCI Europe Tour de 2021 | 3.ª etapa da Semana Ciclista Italiana | Pascal Ackermann |
| 17 de julho    | UCI Europe Tour de 2021 | 5.ª etapa da Semana Ciclista Italiana | Pascal Ackermann |
| 19 de setembro | UCI Europe Tour de 2021 | Tour da Eslováquia                    | Peter Sagan      |
| 7 de outubro   | UCI Europe Tour de 2021 | Paris-Bourges                         | Jordi Meeus      |

#### Campeonatos nacionais
| Datas       | Corridas                                   | Vencedor              |
| 17 de junho | Campeonato da Polónia Contrarrelógio (CRI) | Maciej Bodnar         |
| 20 de junho | Campeonato da Áustria em Estrada           | Patrick Konrad        |
| 20 de junho | Campeonato da Eslováquia em Estrada        | Peter Sagan           |
| 20 de junho | Campeonato da Alemanha em Estrada          | Maximilian Schachmann |

### 2022

#### UCI WorldTour
| Datas        | Corridas                            | Vencedor         |
| 27 de março  | Volta à Catalunha                   | Sergio Higuita   |
| 30 de abril  | 4.ª etapa do Volta à Romandia       | Sergio Higuita   |
| 1 de maio    | 5.ª etapa do Volta à Romandia (CRI) | Aleksandr Vlasov |
| 1 de maio    | Volta à Romandia                    | Aleksandr Vlasov |
| 1 de maio    | Grande Prêmio de Frankfurt          | Sam Bennett      |
| 10 de maio   | 4.ª etapa do Giro d'Italia          | Lennard Kämna    |
| 15 de maio   | 9.ª etapa do Giro d'Italia          | Jai Hindley      |
| 29 de maio   | Giro d'Italia                       | Jai Hindley      |
| 16 de junho  | 5.ª etapa da Volta à Suíça          | Aleksandr Vlasov |
| 1 de agosto  | 3.ª etapa do Volta à Polónia        | Sergio Higuita   |
| 20 de agosto | 2.ª etapa da Volta a Espanha        | Sam Bennett      |
| 21 de agosto | BEMER Cyclassics                    | Marco Haller     |
| 21 de agosto | 3.ª etapa da Volta a Espanha        | Sam Bennett      |

#### UCI ProSeries
| Datas           | Corridas                                   | Vencedor         |
| 4 de fevereiro  | 3.ª etapa da Volta à Comunidade Valenciana | Aleksandr Vlasov |
| 6 de fevereiro  | Volta à Comunidade Valenciana              | Aleksandr Vlasov |
| 20 de fevereiro | 5.ª etapa da Volta à Andaluzia             | Lennard Kämna    |
| 20 de fevereiro | 5.ª etapa da Volta ao Algarve              | Sergio Higuita   |
| 20 de abril     | 3.ª etapa do Tour dos Alpes                | Lennard Kämna    |
| 27 de maio      | 4.ª etapa do Tour da Noruega               | Marco Haller     |
| 8 de setembro   | 5.ª etapa da Volta à Grã-Bretanha          | Jordi Meeus      |
| 17 de setembro  | Primus Classic                             | Jordi Meeus      |

#### Circuitos Continentais da UCI
| Datas        | Circuito                           | Corridas                           | Vencedor          |
| 22 de maio   | UCI Europe Tour de 2022            | Volta a Colónia                    | Nils Politt       |
| 4 de julho   | UCI Europe Tour de 2022            | 2.ª etapa do Tour de Sibiu         | Giovanni Aleotti  |
| 5 de julho   | UCI Europe Tour de 2022            | 3.ª A etapa do Tour de Sibiu (CRI) | Giovanni Aleotti  |
| 5 de julho   | UCI Europe Tour de 2022            | Tour de Sibiu                      | Giovanni Aleotti  |
| 19 de agosto | UCI Europe Tour de 2022            | 2.ª etapa do Baltic Chain Tour     | Martin Laas       |
| 21 de agosto | UCI Europe Tour de 2022            | 4.ª etapa do Baltic Chain Tour     | Martin Laas       |
| 26 de agosto | Copa das Nações UCI sub-23 de 2022 | 7.ª etapa do Tour de l'Avenir      | Cian Uijtdebroeks |
| 27 de agosto | Copa das Nações UCI sub-23 de 2022 | 8.ª etapa do Tour de l'Avenir      | Cian Uijtdebroeks |
| 28 de agosto | Copa das Nações UCI sub-23 de 2022 | Tour de l'Avenir                   | Cian Uijtdebroeks |

#### Campeonatos nacionais
| Datas           | Corridas                                    | Vencedor            |
| 13 de fevereiro | Campeonato da Colômbia em Estrada           | Sergio Higuita      |
| 23 de junho     | Campeonato da Áustria Contrarrelógio (CRI)  | Felix Großschartner |
| 24 de junho     | Campeonato da Alemanha Contrarrelógio (CRI) | Lennard Kämna       |
| 26 de junho     | Campeonato da Alemanha em Estrada           | Nils Politt         |
| 26 de junho     | Campeonato da Áustria em Estrada            | Felix Großschartner |